# McCormick Farmall F-235 D
Le McCormick Farmall F-235 D est un modèle de tracteur agricole produit par l'entreprise américaine International Harvester.
Cette évolution du Farmall C de 1948, pourvue d'un moteur Diesel, est construite dans l'usine française de Saint-Dizier de 1957 à 1959.

## Historique
C'est en 1948 qu'International Harvester commence aux États-Unis la production du Farmall C. Ce tracteur est largement diffusé, y compris en France dans le cadre du plan Marshall, malgré le handicap que constitue son moteur à essence gourmand. En 1951, le tracteur est fabriqué dans l'usine française de Saint-Dizier sans grande modification. En 1953 intervient une évolution technique majeure : l'introduction d'un moteur Diesel sur le tracteur qui devient Farmall FC-D (« F » pour France et « D » pour Diesel).
En 1957 le tracteur est une nouvelle fois amélioré sous la dénomination complexe McCormick Farmall F-235. Si un moteur à essence est toujours proposé, sa diffusion reste confidentielle et c'est dans sa version Diesel F-235 D qu'il est surtout vendu, jusqu'en 1959.

## Caractéristiques
Le F-235 D est motorisé par le groupe FD-123, fabriqué par International Harvester. Ce moteur Diesel à quatre cylindres (alésage de 79,4 mm pour une course de 101,6 mm) en ligne, à injection indirecte, possède une cylindrée totale de 2 016 cm3. Il développe une puissance maximale de 26 ch. L'injection indirecte impose un préchauffage systématique du moteur avant démarrage, même à chaud, et nécessite des batteries toujours en bon état.
La boîte de vitesses reste très basique avec quatre rapports avant non synchronisés et un rapport arrière. Un réducteur, en option, permet de doubler le nombre de rapports mais qu'il n'est que très peu retenu par les acheteurs. La vitesse maximale du tracteur est de 16,6 km/h, ce qui n'est pas un handicap à une époque où les déplacements sur route ne sont pas encore fréquents.
Ce modèle présente plusieurs améliorations par rapport au précédent, comme un relevage à trois points avec un système de contrôle automatique d'effort, des freins à disque. S'il bénéficie d'une adhérence excellente, il lui est reproché une direction imprécise nécessitant le plus souvent une modification par le concessionnaire ; en outre, le volant décentré par rapport au siège du conducteur ne facilite pas la conduite.
Des versions « Row-Crop » à roues avant jumelées pour les cultures en ligne ou « Vineyard » à voies étroites pour les vignes ou les vergers sont proposées.